# Caspar Peucer
Caspar Peucer, född den 6 januari 1525 i Bautzen, död den 25 september 1602 i Dessau, var en tysk läkare.
Peucer, som var medicine professor i Wittenberg, Melanchthons måg och kurfurst Augusts av Sachsen livmedikus, var huvudman för den så kallade kryptokalvinismen samt blev till följd däraf 1574 dömd till fängelse, sedan han låtit förmå sig att underteckna en skrift, i vilken han medgav, att han sökt i Sachsen införa en främmande lära. Efter tolvårig, delvis hård fångenskap blev han 1586 frigiven och fick därefter anställning som livmedikus hos fursten av Dessau. Bland hans skrifter har i synnerhet Commentarius de præcipuis divinationum generibus (först utgiven 1553) utkommit i flera upplagor.

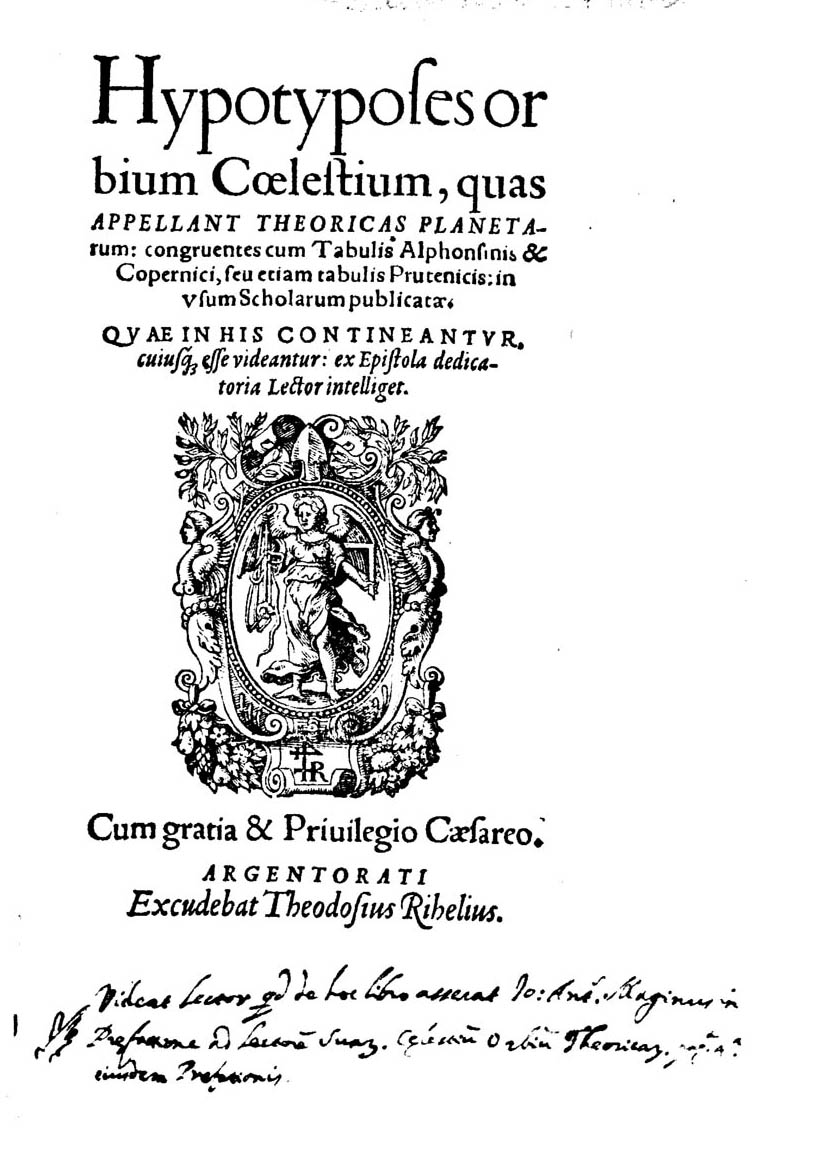
Hypotyposes orbium coelestium, 1568